# Keskimöjärvi
Keskimöjärvi eller Keskimmäinenjärvi eller Koskemajärvi är en sjö i Finland. Den ligger i kommunen Enare i landskapet Lappland, i den norra delen av landet, 1 000 km norr om huvudstaden Helsingfors. Keskimöjärvi ligger 137 meter över havet. Arean är 1,08 kvadratkilometer och strandlinjen är 11,32 kilometer lång. Sjön  ingår i Pasvik älvs huvudavrinningsområde. 